# Группа девяти
«Группа девяти» (порт. Grupo dos Nove) — группа политических деятелей Португалии, выступившая в августе 1975 года против правительства Вашку Гонсалвиша и продолжения революционного процесса после Революции гвоздик. Опубликованный группой «Документ 9-ти» вызвал раскол в Движении вооружённых сил (ДВС), изменение политического курса страны, и, в конечном счете, распад ДВС.

## История
Возникновение «Группы девяти» было вызвано неприятием частью офицерского корпуса и рядом руководителей ДВС решений Ассамблеи Движения вооруженных сил 8 июля 1975 года. После того, как Ассамблея приняла подготовленный сторонниками генерала Отелу Сарайва ди Карвалью документ «Союз народа и ДВС. За строительство социалистического общества в Португалии» (порт.  «Aliança Povo/MFA. Para a construção da sociedade socialista em Portugal»), предусматривавший установление «прямой демократии», 9 членов Революционного совета Португалии и командиров армейских частей объединились для того, чтобы не допустить развития страны по неконституционному пути. Их первая встреча состоялась 24 июля 1975 года в доме майора Жозе Гомиша Моты.

### Состав группы
1. майор Мелу Антуниш, министр иностранных дел до 9 августа, идеолог ДВС;
2. бригадный генерал Франку Шараиш, командующий Центральным военным округом;
3. бригадный генерал Пезарат Коррейя, командующий Южным военным округом;
4. капитан фрегата Витор Крешпу;
5. капитан Вашку Лоуренсу;
6. майор Витор Алвиш, бывший государственный министр без портфеля и министр обороны;
7. майор Жозе Мануэль да Кошта Невиш, представитель ВВС в Революционном совете;
8. майор Жозе Кантру-и-Каштру, представитель ВВС в Революционном совете;
9. капитан Родриго ди Соуза-и-Каштру[2].

Позднее с поддержкой письма выступили ещё 16 командиров частей, подчинённых Оперативному командованию на континенте (КОПКОН), и офицеров Военно-морских сил (поэтому иногда «Документ 9-ти» называют «Письмом 25-ти»):
1. Подполковник Антониу Рамалью Эаниш;
2. полковник Амадеу Гарсиа душ Сантуш (порт. Amadeu Garcia dos Santos);
3. майор Авентину Тейшейра Алвиш (порт. Aventino Alves Teixeira);
4. майор Жозе Лоурейру душ Сантуш (порт. José Loureiro dos Santos);
5. подполковник Мануэл да Кошта Браш (порт. Manuel Costa Brás), бывший министр внутренних дел;
6. бригадный генерал Васку да Роша Виейру (порт. Vasco da Rocha Vieira);
7. капитан Салгейру Майя, один из активных участников «Революции гвоздик»;
8. подполковник Аделиту Фигуэйра (порт. Adérito Figueira);
9. подполковник Каштру Алвиш (порт. Castro Alves);
10. подполковник Фишер Лопиш Пиреш (порт. Fisher Lopes Pires);
11. майор Ребелу Гонсалвиш (порт. Rebelo Gonçalves);
12. майор Горда Лима (порт. Gorda Lima);
13. капитан фрегата Мариу Жозе де Агуар (порт. Mário José de Aguiar);
14. капитан Паренте (порт. Parente);
15. капитан Лопиш Камилу (порт. Lopes Camilo);
16. капитан Жоао Томаш Рошу (порт. João Tomás Rosa)[1].

### «Документ 9»
Ситуация обострилась после того, как власть в стране была передана Политической директории в составе президента генерала Франсишку да Кошта Гомиша, Васку Гонсалвиша и Отелу Сарайва ди Карвалью, а Гонсалвиш сформировал V Временное правительство без участия политических партий. 7 августа 1975 года, за несколько часов до присяги правительства Гонсалвиша газета «Жорнал нову», связанная с Конфедерацией португальских промышленников, в экстренном выпуске опубликовала составленное Мелу Антунешем письмо «Группы девяти» к Президенту Республики Кошта Гомишу с критикой решений Ассамблеи Движения вооруженных сил и проводившего «культурную динамизацию» 5-го отдела Генштаба.
Авторы письма осуждали темпы национализации промышленности, которая по их мнению стала «причиной стремительного распада форм социальной и экономической организации, которая является необходимым подспорьем для широких слоёв мелкой и средней буржуазии». Они писали:
С каждым днём растёт пропасть между находящейся в явном меньшинстве  отдельной группой, у которой есть свой революционный замысел, и практически всей остальной страной, резко реагирующее на те изменения, которые  известный «революционный авангард» решил ей навязать без учёта сложившейся исторической, социальной и культурной реальности португальского народа.
Офицеры высказывались за осуществление
левого политического проекта, предусматривающего, что строительство социалистического общества, то есть бесклассового общества, в котором будет покончено с  эксплуатацией человека  человеком, будет проходить в ритме, соответствующем конкретной социальной действительности Португалии и таким способом, чтобы переход к нему был поэтапным, без конвульсий и мирным… Эта модель социализма неотделима от политической демократии, основных прав и свобод
Авторы также требовали оградить правительство от влияния Португальской коммунистической партии, открыто поддерживаемой Советским Союзом, писали о кризисе социализма в Восточной Европе и указывали, что Португалии «нужен социализм, отличный от восточноевропейского». С аналогичными письмами выступили ещё 16 командиров частей Оперативного командования на континенте (КОПКОН) и Военно-морских сил (поэтому иногда «Документ 9-ти» называют «Письмом 25-ти»).

### Реакция на «Документ 9-ти»
Ночью на 8 августа правящая страной Политическая директория собралась в конференц-зале президентского дворца на экстренное совещание с начальниками главных штабов трех родов войск. Премьер-министр Гонсалвиш, Мораиш да Силва и вице-адмирал Пиньейру ди Азеведу высказались за высылку членов «Группы девяти», президент Кошта Гомиш допускал только приостановку их деятельности в Революционном совете, а Отелу Сарайва ди Карвалью и Карлуш Фабиан выступили против преследований «девятки». На рассвете было опубликовано заявление Политической директории с осуждением выступления «Группы девяти», которое характеризовали как «покушение на воинскую дисциплину и нарушение этики поведения офицера». «Документ 9-ти» был назван «раскольническим». Авторы письма были отстранены от исполнения своих обязанностей в Революционном совете и направлены в распоряжение своих штабов, «в которых они проходят воинскую службу, для получения там нового назначения». С открытым осуждением «Группы девяти» выступила и Португальская коммунистическая партия. В заявлении Политической комиссии ЦК ПКП выступление «девятки» расценивалось, как попытка сорвать формирование правительства. Однако, другие политические партии Португалии выразили поддержку «Группе девяти». Она была выражена в заявлении Национальной комиссии Португальской социалистической партии, партией Социально-демократический центр и др.

### Раскол в ДВС
10 августа Оперативное командование на континенте вразрез с решениями Политической директории опубликовало коммюнике о том, что командующие округами генералы Франку Шараиш и Пезарат Коррейя остаются на своих постах, и КОПКОН выражает им «своё доверие и полную поддержку». Коммюнике уточняло, что откомандирование членов Революционного совета к своим частям применимо лишь к тем, кто имел политические обязанности, а не военные. Это означало, что командующий КОПКОН генерал Отелу Сарайва ди Карвалью, сам являвшийся членом Политической директории, не намерен наказывать членов «9-ки». Ходили слухи, что 8 августа он просто не явился на заседание Директории.
12 августа на общем собрании офицеров 5-го отдела Генштаба, отвечавшего за вопросы пропаганды и агитации, были приняты два заявления, врученные затем президенту Португалии. Заявления с резкой критикой «Документа девяти» были затем опубликованы. В них содержались требования серьёзных наказаний для авторов «Документа 9-ти» и расследования связи «девятки» с Португальской социалистической партией, которая обвинялась в происках против Вашку Гонсалвиша и законного руководства ДВС. Офицеры 5-го отдела требовали также опровержения утверждений лидеров ПСП о тесной связи их отдела с португальскими коммунистами. Через две недели 5-й отдел был обвинен в дезинформации и разогнан десантниками.
Тем временем в воинских частях началось обсуждение «Документа 9-ти». Армейские подразделения одно за другим выходили из-под контроля правительства и сторонников Вашку Гонсалвиша др. На севере страны в городах Брага, Виана-ду-Каштелу, Ламегу и др., командиры гарнизонов отказались подчиняться приказам командующего Северным военным округом генерала Эурику Карвашу, сторонника Гонсалвиша, и «переподчинили» себя Центральному военному округу, которым командовал член «Группы девяти» Франку Шараиш.

### Победа «Группы девяти»
21 августа коммунистическая газета «Avante!» опубликовала заявление Политкомиссии ЦК ПКП, в котором говорилось о необходимости бороться с попытками внести раскол в Движение вооружённых сил, подорвать союз народа и ДВС, создать политический вакуум и атмосферу всеобщего беспорядка. Однако позиции сторонников Вашку Гонсалвиша ослабли, генерал Отелу Сарайва ди Карвалью отказал ему в поддержке и 29 августа в 23.00 президент Кошта Гомиш отправил правительство в отставку, назначив Гонсалвиша начальником Генерального штаба. Но уже в 05.00 30 августа «Группа девяти» выступила против этого назначения. Чистка армии от левых элементов ускорилась, а 5 сентября член «девятки» капитан Васку Лоуренсу стал одним из организаторов ухода Гонсалвиша со всех постов.
8 сентября Мелу Антунеш, Витор Алвиш и Кошта Мартинш были возвращены в состав Революционного совета. Карлуш Алмада Контрераш, Мануэль Мартинш Герейру и Рамиро Коррейя вновь стали представлять в Революционном совете Военно-морские силы. Теперь «умеренные» и сторонники «Группы девяти» составляли большинство в Революционном совете. В тот же день они санкционировали дисциплинарные меры против служащих военной полиции, отказывающихся выехать в Анголу. Одновременно Революционный совет запретил распространение «новых заявлений», сообщений, ходатайств или документов, которые выражают «точки зрения отдельных лиц или групп военнослужащих». Только Президент Республики, Революционный совет и начальники главных штабов могли отныне делать в вооруженных силах заявления и выражать свою точку зрения.

### После победы
«Группа девяти» заняла ключевые позиции в руководстве страны. Она не только доминировала в Революционном совете — майор Мелу Антуниш вернулся на пост министра иностранных дел, капитан Вашку Лоуренсу сопровождал президента Кошта Гомиша во время его визита в СССР, а затем был назначен командующим столичным военным округом, и т. д. Однако, помимо неё в вооруженных силах существовали ещё две группировки — левые во главе с Отелу Сарайва ди Карвалью и правая «Военная группа» во главе с Жайме Невишем и Рамалью Эанишем. 30 сентября «Группа девяти» начала разработку плана военных операций по установлению контроля над военно-политической ситуацией в стране.
15 ноября ведущие члены «Группы девяти» встретились в Ларанжейраш (Laranjeiras) с руководителями т. н. «Военной группы» генералом Анибалом Пинто Фрейре, полковником Жайме Невишем и подполковником Рамалью Эанишем и объединили свои усилия против левой оппозиции в армии, которую возглавляли сторонники Гонсалвиша и генерал ди Карвалью. Разработанный «девяткой» план был использован во время Ноябрьского кризиса 1975 года. 25 ноября, во время этих событий, «группа» через Португальскую социалистическую партию установила связь между президентским дворцом и Оперативной группой в Амадоре («Военная группа»), которая сыграла решающую роль в подавлении выступления левонастроенных офицеров.
17 декабря члены «Группы девяти» Мелу Антуниш, бригадный генерал Вашку Лоуренсу, генерал Рамалью Эаниш, майор Жозе Канту и Каштру и капитан фрегата Мануэл Мартинш Геррейру от имени вооружённых сил встретились с делегациями основных политических партий для обсуждения Конституционного пакта ДВС и партий. После этого Движение вооружённых сил фактически прекратило своё существование.
Некоторые члены «Группы 9» вошли в состав Революционного совета после перехода к конституционному правлению и ещё несколько лет влияли на политику Португалии.
Лидер ПСП Мариу Суариш писал в своих мемуарах:
… документ, подписанный девятью офицерами, перечеркнул все планы. Эти десять страничек вызвали в армии эффект цунами. ДВС лопнуло….